# Screamer 4x4
Screamer 4x4 es un videojuego de carreras todoterreno desarrollado por Clever's Games con sede en Hungría y publicado por Virgin Interactive. Es el cuarto y último juego de la serie Screamer. Es el primer juego de la serie no desarrollado por Milestone. Hace uso de gráficos aceleración de hardware, lo que permite elegir entre los renderizadores Glide, Direct3D y OpenGL.
En América del Norte, el juego formaba parte de un rango de presupuesto de $20 de Titus Interactive, que se marcó con el nombre de Virgin Interactive junto con Original War, Codename: Outbreak y Nightstone.

## Jugabilidad
Screamer 4x4 permite a los jugadores perderse en terrenos accidentados en una variedad de vehículos todoterreno modificados, que van desde el simple Land Rover hasta el enorme RÁBA H18.
Los jugadores compiten en una serie de campeonatos y trofeos de contrarreloj, ganando nuevos vehículos y mejoras a medida que avanzan. Hay una variedad de modos de juego, incluida la opción de conducir libremente.

## Recepción
| Recepción |              |
| --- | ------------ |
| Puntuaciones de reseñas Evaluador Calificación GameRankings 74% [ 2 ] Metacritic 77/100 [ 3 ] Puntuaciones de críticas Publicación Calificación GameSpot 7.6/10 [ 4 ] |              |
| Puntuaciones de reseñas |              |
| Evaluador | Calificación |
| GameRankings | 74%          |
| Metacritic | 77/100       |
| Puntuaciones de críticas |              |
| Publicación | Calificación |
| GameSpot | 7.6/10       |

Screamer 4x4 obtuvo críticas generalmente positivas y tiene promedios de 74% y 77/100 en los sitios web agregados GameRankings y Metacritic.